# 兰邯千金榆
蘭邯千金榆（學名：Carpinus rankanensis）又名兰邯鹅耳枥、蘭嵌鵝耳櫪、松田氏千金榆、細葉蘭邯千金榆，為臺灣特有的桦木科鹅耳枥属的植物，生长于海拔200米至1,500米的杂木林中，目前尚未由人工引种栽培。種小名得名自模式產地宜蘭蘭崁山，故又名蘭崁千金榆或蘭崁鵝耳櫪。

## 异名
- Carpinus rankanensis Hayata var. matsudae Yamamoto